# Rezerwat przyrody Buczyna Storczykowa na Białych Skałach
Rezerwat przyrody „Buczyna Storczykowa na Białych Skałach” – leśny rezerwat przyrody w południowo-zachodniej Polsce, w woj. dolnośląskim, w powiecie złotoryjskim, w gminie Świerzawa o powierzchni 8,76 ha. Celem jego ochrony jest zachowanie ze względów naukowych i dydaktycznych fragmentów rzadkich, żyznych buczyn sudeckich i ciepłolubnych buczyn storczykowych wraz z całą różnorodnością flory i fauny oraz obiektów przyrody nieożywionej w postaci wychodni skał dolomitowych występującej na tym obszarze.
Rezerwat nie posiada planu ochrony, obowiązują za to zadania ochronne, z których wynika, że obszar rezerwatu objęty jest ochroną czynną.

## Położenie
Rezerwat położony jest na wysokości ok. 455–550 m n.p.m., obejmując północny stok góry Maślak (715 m n.p.m.) na Południowym Grzbiecie Gór Kaczawskich. Leży w oddziale leśnym 333 Nadleśnictwa Złotoryja.

## Przyroda
Wielkim walorem rezerwatu są naturalne zespoły leśne, do których należą:
1. ciepłolubna buczyna storczykowa Cephalanthero-Fagenion, obejmująca północne i zachodnie części rezerwatu na stromych stokach góry i wokół wychodni skalnych. Oprócz charakterystycznych form buka, które cechuje karłowatość, a także powyginane i powykręcane konary, możemy tutaj wyróżnić kilka innych gatunków drzew jak lipa szerokolistna, wiąz górski, jawor i jesion wyniosły. Charakteryzuje się dużym bogactwem gatunkowym runa leśnego. Występuje tu m.in. podkolan biały, kruszczyk szerokolistny, buławnik wielkokwiatowy, lilia złotogłów, szczyr trwały, wawrzynek wilczełyko, orlik pospolity.
2. żyzna buczyna sudecka Dentario enneaphylli-Fagetum, z domieszką świerka, jaworu, dębu i grabu. Występuje ona we fragmentach lasu, gdzie wcześniej prowadzono gospodarkę leśną i wciąż zachowały się w niej resztki świerczyny, które zakwaszają glebę, utrudniając tym samym wzrost wapieniolubnych taksonów[4]
3. zespół zanokcicy murowej Asplenietum trichomano-rutae-murariae, obejmuje roślinność na wychodniach skalnych z charakterystycznymi przedstawicielami jak zanokcica murowa, paprotnica krucha i paprotka zwyczajna, a także oman szlachtawa.

Łącznie na terenie rezerwatu występuje około 140 gatunków, podgatunków i odmian roślin naczyniowych, w tym 20 gatunków chronionych, m.in. goryczka orzęsiona, gółka długoostrogowa, konwalia majowa, kopytnik pospolity, marzanka wonna, śnieżyczka przebiśnieg.
Rezerwat stanowi ważną ostoję dla popielicy i innych drobnych ssaków.